# Cabanatuan
Cabanatuan – miasto na Filipinach, w środkowej części wyspy Luzon, nad rzeką Pampanga, w regionie Luzon Środkowy, ośrodek administracyjny prowincji Nueva Ecija. W 2010 roku jego populacja liczyła 256 177 mieszkańców.
Ośrodek handlu w ważnym regionie rolniczym; głównie uprawa ryżu, trzciny cukrowej, bananów i kukurydzy, łuszczarnie ryżu. Rozwinięty przemysł spożywczy.
Podczas II wojny światowej obok miasta znajdował się wielki obóz jeniecki dla żołnierzy amerykańskich i filipińskich. Obóz został wyzwolony w 1945 roku przez rangersów, Alamo Scouts i filipińskich partyzantów.